# Anders Arborelius
Lars Anders Arborelius, OCD född 24 september 1949 i Sorengo i Schweiz, är en svensk romersk-katolsk kardinal, biskop i Stockholms katolska stift sedan 1998, karmelitmunk och författare. Arborelius är Sveriges förste romersk-katolske biskop av svensk börd sedan reformationen. Han blev den förste svenske kardinalen någonsin, när han den 28 juni 2017 utsågs till detta vid ett konsistorium i Rom.
Arborelius är också ordförande för det nordiska katolska samarbetsorganet Nordiska biskopskonferensen. Förkortningen O.C.D. som ibland skrivs efter namnet avser hans munkorden, de oskodda karmeliterna. Han är son till arkitekten Lars Arborelius och bibliotekarien Brita Unander.
Anders Arborelius utsågs till Årets svensk 2017 av nyhetsmagasinet Fokus.

## Biografi

### Bakgrund
Anders Arborelius föddes den 24 september 1949 i Sorengo i Schweiz och är son till arkitekten Lars Arborelius och bibliotekarien Brita Arborelius (född Unander), och växte upp i Lund. År 1969 konverterade han till romersk-katolska kyrkan genom upptagning i Elisabetsystrarnas kapell i Malmö. Två år senare inträdde han i karmelitklostret Norraby kloster i Skåne.

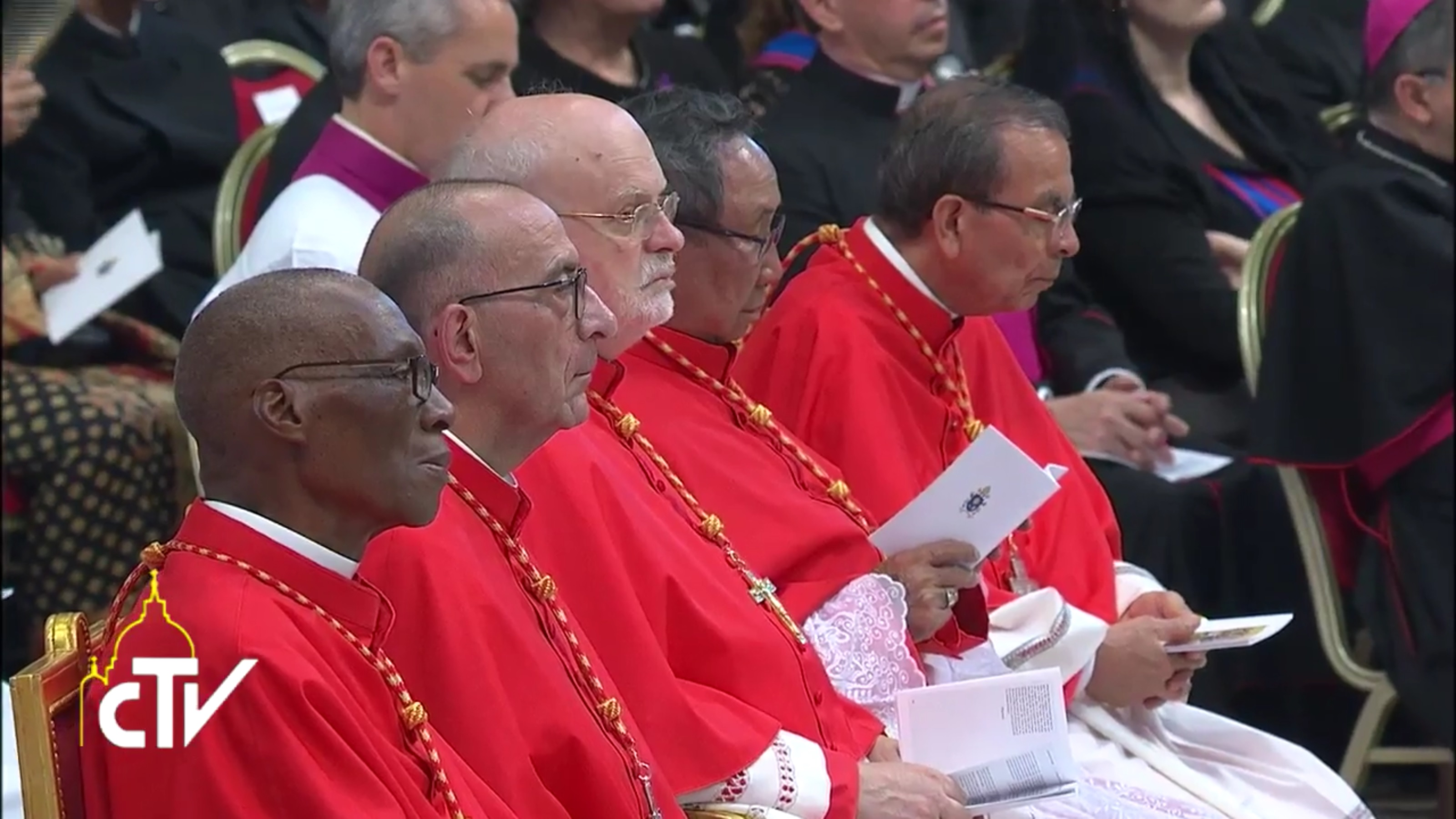
Arborelius tillsammans med flera kardinaler, 2017.

Han blev filosofie magister i moderna språk vid Lunds universitet samt avlade teologie licentiatexamen vid Pontifikala teologiska fakulteten Teresianum, karmeliternas institut i Rom, efter att ha bedrivit präststudier i filosofi och teologi vid Katolska högskolan i Brygge-Oostende i Belgien.
År 1977 avlade han sina klosterlöften i karmelitorden. Den 8 september 1979 blev han prästvigd.

### Biskop av Stockholms katolska stift (1998– )
Den 29 december 1998 utnämndes han till romersk-katolsk biskop för Stockholms katolska stift, av påve Johannes Paulus II. Han biskopsvigdes av Hubertus Brandenburg. Som sådan är han Sveriges förste romersk-katolske biskop av svensk börd sedan reformationen. Som biskop antog han valspråket In laudem gloriae (på svenska: ”Gud till pris och ära”). Biskopssätet finns i stiftets domkyrka Sankt Eriks katolska domkyrka i Stockholm.
Den 28 juni 2017 utnämnde påve Franciskus Arborelius till kardinal, med basilikan Santa Maria degli Angeli som titelkyrka där han har titeln kardinalpräst. Vid samma konsistorium kreerades även Jean Zerbo, Juan José Omella Omella, Louis-Marie Ling Mangkhanekhoun och Gregorio Rosa Chávez till kardinaler.
Kardinal Anders Arborelius tog sin titelkyrka i besittning den 6 december 2017 och firade i samband med detta den heliga mässan.

### Ekumenik
Arborelius och Stockholms katolska stift är medlemmar i Sveriges kristna råd, där flera kyrkliga samfund är medlemmar; däribland Svenska kyrkan. 2016 deltog Arborelius i den ekumeniska gudstjänst som firades i Lunds domkyrka, bland annat tillsammans med Svenska kyrkans ärkebiskop Antje Jackelén och påve Franciskus. Arborelius har även uttryckt att ekumeniken är viktig för stiftet. 

### Debattören Arborelius
Som biskop av Stockholms katolska stift företräder Anders Arborelius kristna värderingar i enlighet med Katolska kyrkans katekes. Arborelius var en av initiativtagarna till den abortkritiska organisationen Respekt – Katolsk rörelse för livet, grundad 2001, som arbetar med medicinsk-etiska frågor i samarbete med bland annat Studieförbundet Bilda och föreningen Ja till livet.
År 2003 skrev Arborelius tillsammans med pingstpastorn Sten-Gunnar Hedin en medialt uppmärksammad debattartikel som reaktion på uttalanden av Svenska kyrkans dåvarande ärkebiskop K.G. Hammar, som bland annat behandlade ämnen som Bibeln och Jesu jungfrufödelse, vilket ledde till en två månader lång mediedebatt om kristendom. Arborelius och Hedin riktade kritik mot att Hammar lämnade det mest grundläggande i kristendomen öppet för tolkningar och de ansåg att Hammar såg på bibeltexter och tro som poesi och myt.
Arborelius har visat engagemang för flykting- och invandrarfrågor. Han var en av undertecknarna av det så kallade Påskuppropet (2005), som syftade till att underlätta för nyanlända flyktingar att erhålla uppehållstillstånd i Sverige. Anders Arborelius var en av initiativtagarna till kampanjen Bevara Äktenskapet (2006) som var en protest mot förslaget att införa könsneutral äktenskapslagstiftning i Sverige.

### Engagemang och beskyddarskap
Arborelius är medlem av Nordiska biskopskonferensen, Nordens katolska samarbetsorgan. Inom ramen för Stockholms katolska stift är han bland annat ordförande för freds- och rättvisekommission, Justitia et Pax samt Kommission för interreligiös dialog.
Arborelius har visat sympati för de stiftsbor som önskat fira den äldre romerska liturgin i enlighet med påve Benediktus XVI:s skrivelse Summorum pontificum, samt uttryckt tacksamhet gentemot det italienska katolska prästsällskapet Kristus konungens institut för deras hjälp.
I egenskap av biskop för Stockholms katolska stift är Arborelius därtill beskyddare av stiftets ungdomsorganisation Sveriges unga katoliker.

### Övriga aktiviteter
Arborelius är även författare av religiös litteratur. Han medverkar i dokumentären Den indiske prästen från 2015. 
Anders Arborelius var värd för "Sommar i P1" den 16 juli 2017.

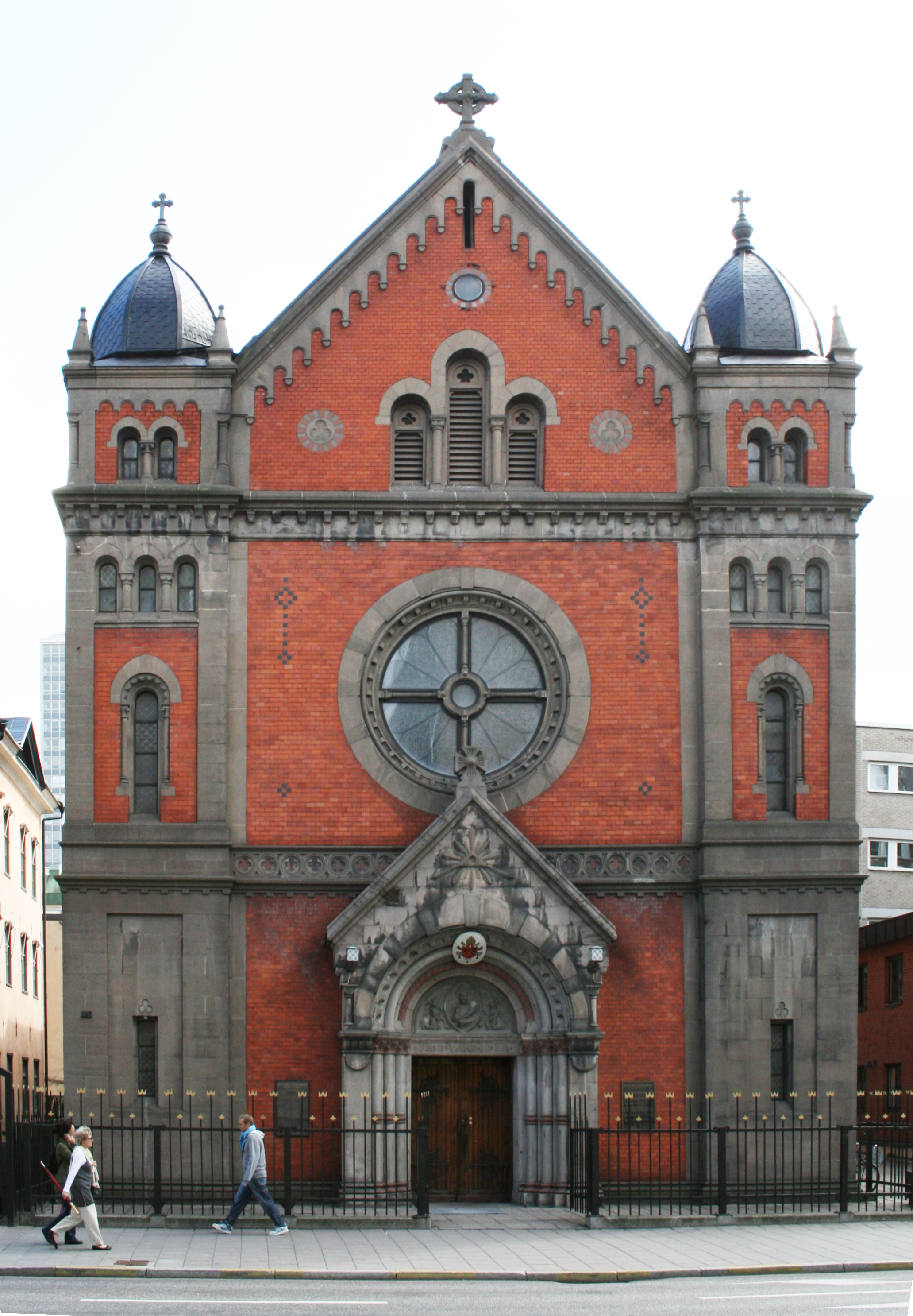
Sankt Eriks katolska domkyrka i Stockholm.